# Gbessi Zolawadji
Albert Bessanvi Koffi, dit Gbessi Zolawadji, est un musicien, chanteur et parolier béninois, né en 1952 à Djègbadji.

## Biographie

### Enfance, formation et débuts
Gbessi Zolawadji est né en 1952 à Djègbadji, dans un village de pêcheurs près de Ouidah,  au Bénin.
Né de deux parents chanteurs, sa mère Adjouavi, appartient à la lignée des grands chateurs Xwla et son père, Bessanvi Dossou, alias Atchaba est un grand chanteur, d'où son penchant pour la chanson. Il grandit en regardant son père danser l'Avogan (danse sociale noble au cours de laquelle les tribus rivales se satirisaient les unes les autres)[réf. nécessaire]. Dans le Mono, il s'initie à l'Agbadja,,,,.

### Carrière
En 1976, Albert Bessanvi Koffi devient Gbessi Zolawadji. Rapidement notoire, il se produit avec les célébrités du Bénin. Les fans du Agbadja du Bénin, du Togo et du Ghana le surnomment Gbessi Zolawadji qui traduit «une belle voix qui rassemble tout le monde» en Mina. Il est réputé être l'un des artistes béninois qui popularisent le rythme Agbadja.
En 2010, il a réalisé 14 albums et s’est produit au Gabon, en République du Congo, au Ghana, au Togo et en Afrique du Sud, où en 2001, il reçoit le prix Kora du meilleur artiste traditionnel de l’année,.
Oscar Kidjo, producteur de musique et frère ainé d'Angélique Kidjo dit de lui :

« Gbessi examine en profondeur ses compositions, étudie les différents styles de chansons et de danses du peuple Mina, et il est toujours très attentif en studio. Il est aussi concentré sur ses enregistrements que n’importe qui d’autre. Ce qui fait de lui l'un des meilleurs compositeurs de musiques traditionnelles. Il enregistre une demi-douzaine de chansons en deux jours et peut passer une semaine ou 10 jours à s’assurer que toutes les chansons sont parfaites »

 Avec la chanson Mi dou Agbé, il remporte le Kora Awards en 2001,,.

## Discographie
Album :
- 2020 : Zik Cultures